# Laeva
Laeva (deutsch: Laiwa oder Laewa) ist eine Landgemeinde im estnischen Kreis Tartu mit einer Fläche von 233,18 km². Sie hat 881 Einwohner (1. Januar 2006).
Laeva wurde erstmals 1295 urkundlich erwähnt. Neben dem Hauptort Laeva (506 Einwohner) gehören zur Landgemeinde die Dörfer Kämara, Kärevere, Siniküla, Valmaotsa und Väänikvere.
Im 18. und zu Beginn des 19. Jahrhunderts war Laeva bekannt für seine Glasproduktion. In der Gemeinde Laeva liegt das Naturschutzgebiet von Alam-Pedja (7831 Hektar) mit seiner Moorlandschaft.

## Persönlichkeiten
- Carl Martin Redlich (1853–1896), Dichter
- Karl Ferdinand Karlson (1875–1941), Rechtsanwalt, Politiker, Sportfunktionär und Schriftsteller